# Omutninskij rajon
L'Omutninskij rajon (in russo Омутнинский район?) è un rajon dell'Oblast' di Kirov, nella Russia europea, il cui capoluogo è Omutninsk. Istituito nel 1921, ricopre una superficie di 5.168 chilometri quadrati.